# Acalolepta holotephra
Acalolepta holotephra là một loài bọ cánh cứng trong họ Cerambycidae.